# Breitensteinia insignis
Breitensteinia insignis és una espècie de peix de la família dels akísids i de l'ordre dels siluriformes.

## Morfologia
- Els mascles poden assolir 22 cm de longitud total.
- Nombre de vèrtebres: 44-45.
- Presenta dimorfisme sexual.[1][2][3]

## Hàbitat
És un peix d'aigua dolça i de clima tropical.

## Distribució geogràfica
Es troba a Àsia: Indonèsia.